# Зловоди
Зловоди (пол. Złowody, нім. Bösenwasser) — село в Польщі, у гміні Вельґе Ліпновського повіту Куявсько-Поморського воєводства.
Населення — 215 осіб (2011).
У 1975-1998 роках село належало до Влоцлавського воєводства.

## Демографія
Демографічна структура станом на 31 березня 2011 року:
|          | Загалом | Допрацездатний вік | Працездатний вік | Постпрацездатний вік |
| -------- | ------- | ------------------ | ---------------- | -------------------- |
| Чоловіки | 108     | 30                 | 70               | 8                    |
| Жінки    | 107     | 26                 | 54               | 27                   |
| Разом    | 215     | 56                 | 124              | 35                   |